# 메로페 성운

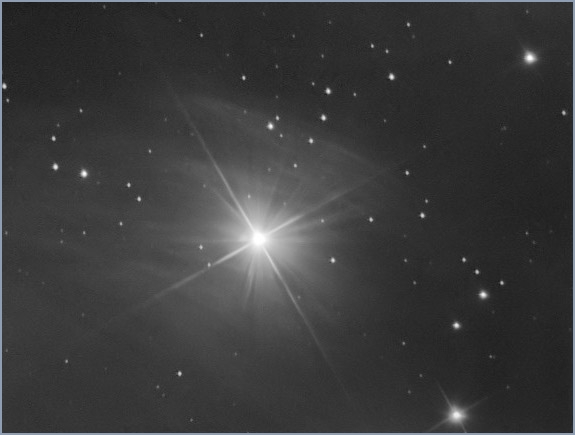
메로페를 둘러싸고 있는 메로페 성운.

메로페 성운(다른 이름으로는 템펠의 성운, NGC 1435가 있다)은 플레이아데스 성단 내에 있는 무정형 반사 성운으로 메로페를 감싸고 있으며, 초신성의 잔해일 가능성 이 있다. 이 성운은 1859년 10월 19일 독일 천문학자 빌헬름 템펠이 발견했다. 존 허셜은 자신이 집필한 신판일반목록(NGC)에서 이 성운을 '보름달 크기의, 메로페 주변에 펼쳐진 매우 어두운 성운'이라고 설명했다.
메로페 성운의 겉보기 등급은 +13이다. 이 성운을 밝혀 주는 것은 전적으로 메로페로, 이 별은 성운 속에 파묻혀 있다. 메로페 성운 내에는 메로페 근처에서 약 1분각 폭으로 보이는 IC 349가 있다. 성운은 구름 전체에 퍼져 있는 탄소 성분의 고운 먼지 때문에 푸른 색으로 보인다. 한 때는 플레이아데스가 메로페 성운에서 생겨난 것으로 생각한 적이 있으나, 지금은 이 둘이 우연히 만난 것으로 알려져 있다.
1890년 11월 에드워드 에머슨 바너드가 메로페에 가까이 있는, 작고 특이한 성운을 발견했다. 이 성운은 매우 밝지만, 메로페의 밝은 빛에 가려서 거의 보이지 않는다.